# Каргарка патагонська
Карга́рка патаго́нська (Chloephaga hybrida) — вид гусеподібних птахів родини качкових (Anatidae). Мешкає в Південній Америці.

## Опис

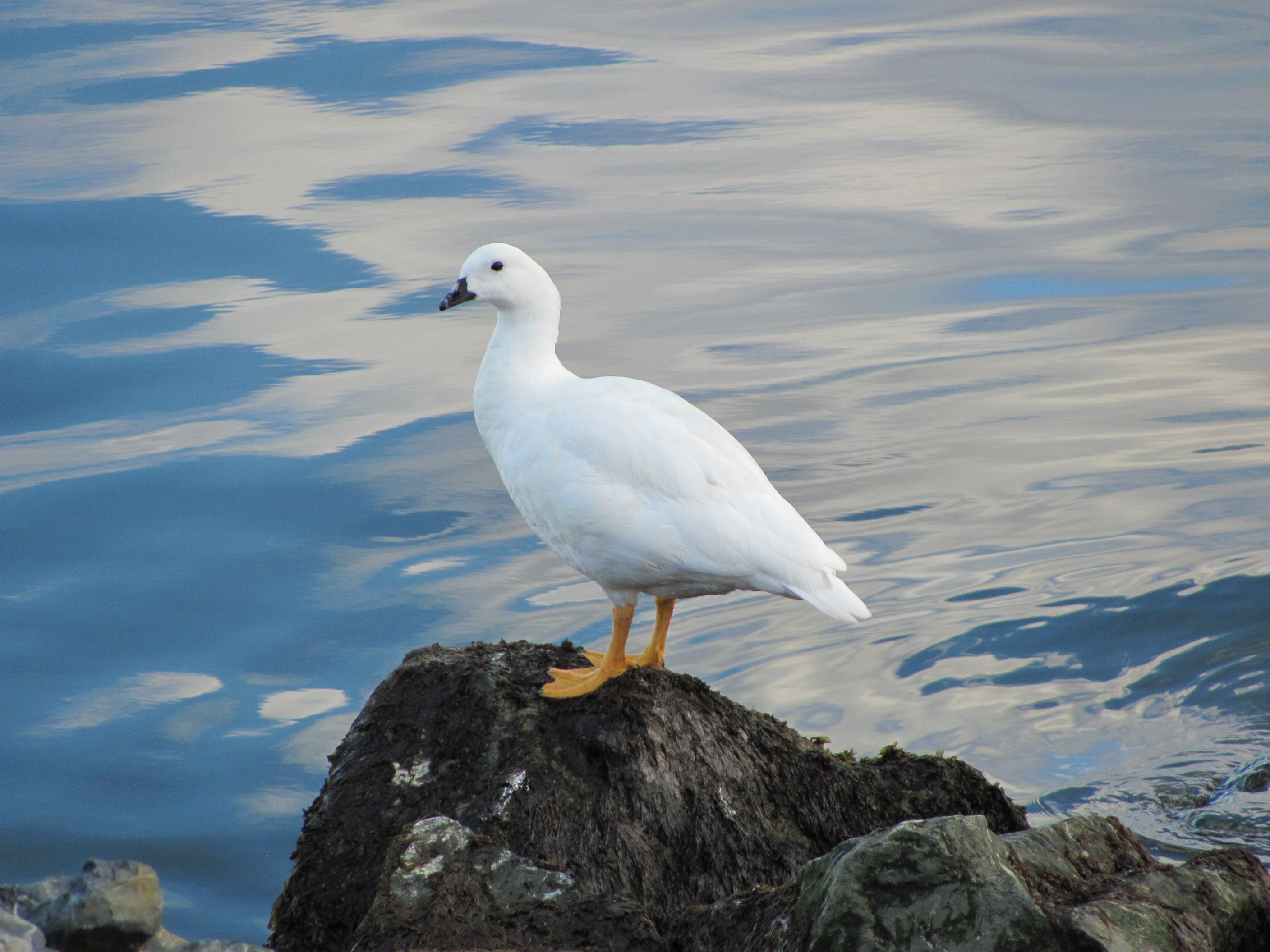
Самець патагонської каргарки

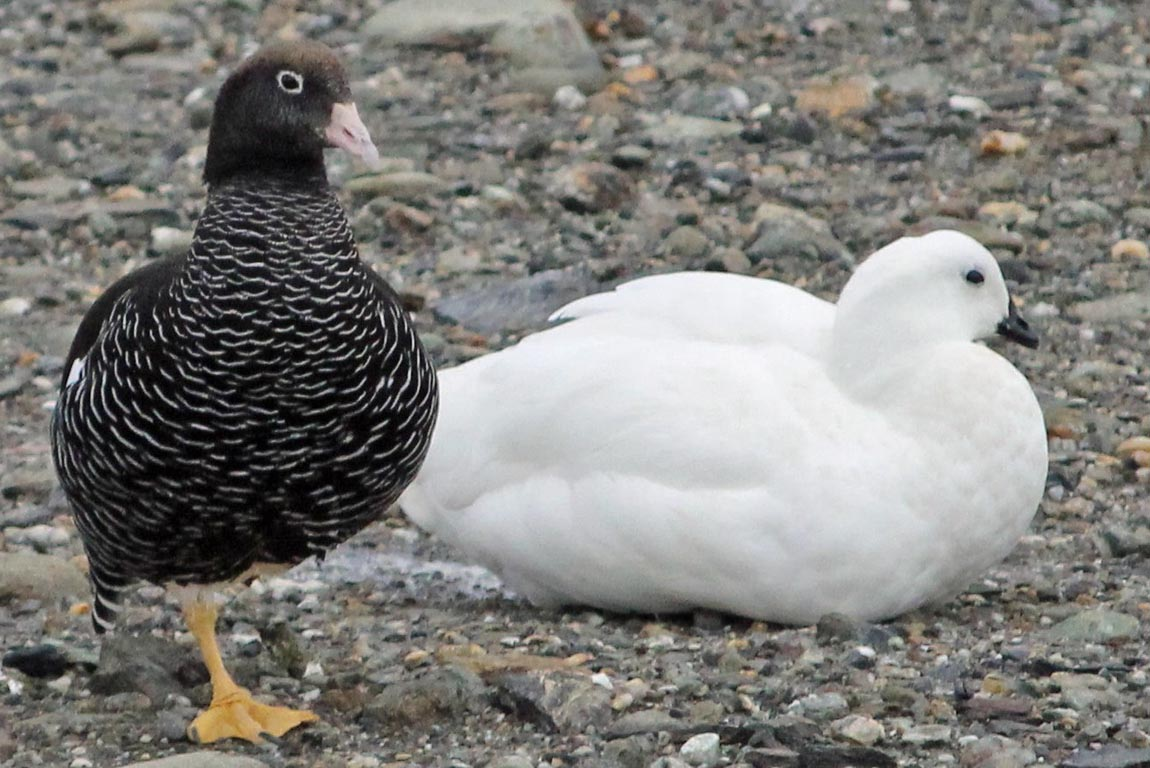
Пара патагонських каргарок

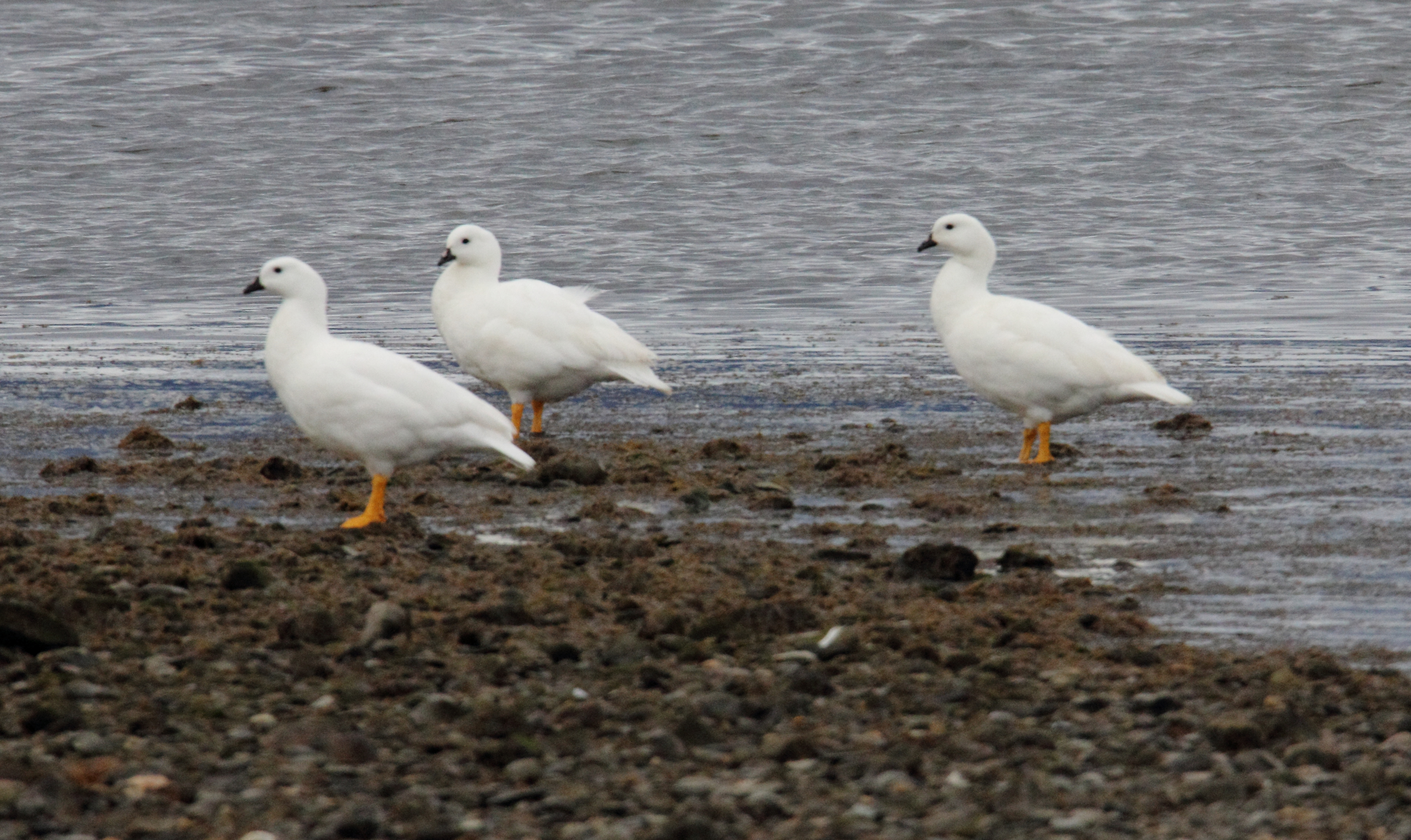
Патагонські каргарки

Довжина птаха становить 52—65 см. Самці номінативного підвиду важать 2,54—2,58 кг, самиці 2—2,02 кг, самці підвиду C. h. malvinarum важать 3,25—3,60 кг, самці 2,05—2,8 кг. Самці мають повністю біле забарвлення, дзьоб у них чорний з рожевою плямою зверху, лапи жовті. У самців голова, шия і верхня частина спини шоколадно-коричневі, тім'я блідо-коричневе. Груди і боки у них поцятковані чорними і білими смугами, а спина, хвіст і гузка білі. навколо очей тонкі білі кільця. Дзьоб рожевий, лапи жовті. У молодих самиць тім'я і надхвістя темні. Забарвлення молодих птахів подібне до забарвлення самиць, однак плечі у них коричневі, а лапи зеленувато-жовті. Після першої линьки голова, шия і верхня частина тіла у них стають білими, а після другої линьки вони стають повністю білими.

## Підвиди
Виділяють два підвиди:
- C. h. hybrida (Molina, 1782) — південь Чилі і Аргентини;
- C. h. malvinarum Phillips, JC, 1916 — Фолклендські Острови.

## Поширення і екологія
Патагонські каргарки мешкають в прибережних районах на півдні Чилі і Аргентини, зокрема на Вогняній Землі, а також на Фолклендських островах. Вони живуть на стрімких, скелястих берегах та на покритих галькою пляжах. Птахи ведуть переважно осілий спосіб життя, однак взимку деякі континентальні популяції мігрують далі на північ вздовж узбережжя, а деякі фолклендські популяції переміщуються з дрібних прибережних острівців на більші острови.
Основою раціону патагонських каргарок є морські водорості, зокрема ламінарії і ульва, яких вони шукають на узбережжі під час відпливу, іноді пірнаючи під воду. Під час сезону розмноження вони також живляться травою, а взимку іноді ягодами. Влітку на берегу патагонські каргарки формують зграї до 100 птахів.
Сезон розмноження у патагонських каргарок на континенті триває з жовтня по січень, на Фолклендських островах він починається пізніше і триває лише до листопада. Гніздо робиться з трави, встелюється пухом, розміщується на землі, поблизу прісноводного озера, на Фолклендах неподалік від узбережжя. У кладці від 3 до 7 яєць. Інкубаційний період триває приблизно 30 днів. Пташенята незабаром після народження покидають гніздо, а покриваються пір'ям вони через 12—13 тижнів після вилуплення. До зими за пташенятами доглядають батьки.